# بافل برانكو
بافل برانكو (بالسلوفاكية: Pavel Branko)‏ هو كاتب سلوفاكي، ولد في 27 أبريل 1921 في ترييستي في إيطاليا.